# Équipe de Belgique de football en 2018
Maillots
Chronologie
Saison précédente Saison suivante
L'équipe de Belgique de football participe en 2018 à sa treizième phase finale de Coupe du monde, la deuxième consécutive, dont cette édition se tient en Russie du 14 juin au 15 juillet, où elle termine troisième, et dispute la 1re édition de la Ligue des nations.

## Objectifs
L'objectif principal de cette saison est de participer à la phase finale de la Coupe du monde avec l'ambition de faire mieux qu'en 2014 et d'atteindre les demi-finales, voire la finale. Le second objectif est de se placer pour la phase finale de la Ligue des nations.

## Résumé de la saison
Les Diables Rouges commencent leur campagne de préparation à la Coupe du monde en Russie par une large victoire, sans grand effort, face à l'Arabie saoudite (4-0), grâce notamment à un doublé de Romelu Lukaku qui en profite pour égaler à ce moment le record de buts en sélections détenu conjointement par Bernard Voorhoof et Paul Van Himst, avant de partager l'enjeu sur un nul blanc (0-0) face au Portugal, champion d'Europe en titre, sans toutefois totalement convaincre. Si le début de match est à l'avantage de la Belgique, la Seleção prend les rênes de la rencontre en fin de première période après avoir endormi les Diables Rouges et le repos vient à point nommé pour des Belges dépassés chez qui l'absence d'Axel Witsel se fait cruellement ressentir. Pas pleinement satisfait, Roberto Martínez opère quatre changements qui rétablissent l'équilibre et la partie se termine dans un faux rythme sur un score vierge qui n'enthousiasme pas les spectateurs. Au lendemain de la divulgation de la liste officielle des 23 joueurs sélectionnés pour la Russie, la Belgique s'offre une belle victoire dans les chiffres et dans la manière face à l'Égypte (3-0), orpheline il est vrai de son meilleur joueur Mohamed Salah, avant de punir le Costa Rica (4-1), alors que les Ticos étaient pourtant parvenus à ouvrir la marque avant de sombrer par la suite. Lukaku inscrit trois nouveaux buts à l'occasion de ces deux rencontres et devient dès lors seul meilleur buteur de l'histoire de l'équipe nationale de belge. C'est donc en pleine confiance que les Diables Rouges s'envolent pour leur 13e tournoi planétaire.
Dans une compétition où la plupart des favoris se sont fait surprendre d'entrée de jeu, la Belgique ne tombe pas dans le piège du premier match et s'impose largement face au Panama (3-0),. Courageux et résistants en première mi-temps à l'occasion de leur toute première participation à la Coupe du monde, les Panaméens se sont effondrés ensuite face à la supériorité technique et la vitesse d'exécution de leurs adversaires, toutefois la défense belge laisse entrevoir des lacunes que la Tunisie va exploiter à deux reprises dans la rencontre suivante, ce qui n'empêchera pas les Diables Rouges d'atomiser l'équipe maghrebine (5-2), signant le second plus gros score du tournoi grâce, entre autres, à deux doublés d'Eden Hazard et de Romelu Lukaku. Anglais et Belges ayant tous deux remporté leurs deux premières rencontres, leur face à face a dès lors comme seul enjeu la première place du groupe, garantissant un huitième de finale en théorie plus abordable dans une moitié de tableau à priori plus forte. Les entraîneurs respectifs remanient fondamentalement leurs effectifs et l'équipe belge qui se présente à l'Angleterre ne contient pas moins de neufs (!) joueurs différents par rapport aux compositions précédentes. Néanmoins, les Diables Rouges jouent le coup à fond et surprennent (1-0), pour la première fois depuis 1936 et grâce à un bijou d'Adnan Januzaj, des britanniques calculateurs et hésitants qui se retrouvent confrontés à la Colombie au tour suivant alors que les Belges se voient opposés au Japon. Avec ce premier tour pleinement réussi, la Belgique confirme figurer parmi les favoris.
À l'image des deux précédentes confrontations entre les deux nations, les Samouraïs Bleus défendent crânement leur chance et déroutent la Belgique par leur jeu rapide et technique, faisant exploser la défense tricolore et menant 2-0 en l’espace de cinq minutes en début de seconde période avant que les Diables Rouges n'opèrent une remontée fantastique pour finir par l'emporter (2-3), à l'ultime minute d'un match devenu complètement fou. Les Belges rencontrent ensuite l'un des favoris à la victoire finale, le Brésil, en quarts de finale et s'imposent contre toute attente (2-1), impressionnants tactiquement et physiquement, extrêmement efficaces et solides défensivement tout en bénéficiant d'un brin de chance, de la classe de leur gardien de but Thibaut Courtois et de la maladresse des Auriverde en zone de conclusion. La France se dresse sur la route des Diables Rouges en demi-finale, niveau qu'ils n'ont plus jamais atteint depuis 1986, et Les Bleus s'imposent par le plus petit écart (1-0). Motivés à la fois par le parcours exceptionnel effectué, par l'occasion de faire mieux que leurs aînés et par le fait d'être opposés pour la deuxième fois en quinze jours à l'Angleterre, où évoluent la plupart des éléments belges dont beaucoup sont coéquipiers en club de plusieurs joueurs parmi les Britanniques, les Diables Rouges battent les Anglais pour la seconde fois (2-0) dans la petite finale et terminent troisièmes, le meilleur résultat jamais atteint par la Belgique jusqu'alors en Coupe du monde. Eden Hazard figure dans l'équipe-type du tournoi selon la FIFA à l'inverse de Thibaut Courtois, pourtant élu meilleur gardien de but de la compétition, au profit du français Hugo Lloris.
La Belgique entame la toute nouvelle Ligue des nations de la meilleure des manières en battant les Vikings (0-3) en Islande et semble ensuite en mesure de se qualifier aisément pour le Final Four en prenant la mesure de son plus sérieux concurrent, la Suisse, à domicile (2-1) avant de défaire une seconde fois les Islandais (2-0) à Bruxelles. Au moment de rencontrer les Suisses pour le match retour à Lucerne, les Diables Rouges comptent le même nombre de points que les Helvètes mais une rencontre de moins, dès lors un partage leur suffit à décrocher la qualification pour les demi-finales, seule une défaite avec minimum deux buts d'écart les en priverait. Après 17 minutes de jeu, la Belgique mène au score (0-2) avant de se faire remonter puis dépasser... et éliminer (5-2) dans ce qui devient la plus large défaite des Belges depuis 2009, pire, les Diables Rouges ne s'étaient plus inclinés en cédant un avantage de deux buts depuis 2002 en amical et l'Euro 1984 lors d'un match à enjeu ! Les résultats de la Belgique lui permettent toutefois d'être assurée de la 5e place de la compétition, et dès lors du maintien en Ligue A, une bien maigre consolation pour une formation devenue avide de reconnaissance et de trophées.

## Bilan de l'année
Les Diables Rouges présentent un bilan mitigé avec, tout d'abord, une brillante 3e place atteinte en Russie et le meilleur résultat jamais atteint en Coupe du monde, éclipsant enfin la mythique 4e place de la génération 1986 mais aussi un peu de déception car la demi-finale face à la France semblait à leur portée. D'autre part, ils échouent aux portes du Final Four de la Ligue des nations après une cinglante défaite (5-2) face à la Suisse alors qu'un partage était suffisant.
La Belgique se hisse d'autre part à la 1re place au classement de la FIFA pour la seconde fois de son histoire.

### Coupe du monde 2018

#### Phase de groupes (Groupe G)
|   | Équipe     | Pts | J | G | N | P | BP | BC | Diff |
| 1 | Belgique   | 9   | 3 | 3 | 0 | 0 | 9  | 2  | +7   |
| 2 | Angleterre | 6   | 3 | 2 | 0 | 1 | 8  | 3  | +5   |
| 3 | Tunisie    | 3   | 3 | 1 | 0 | 2 | 5  | 8  | -3   |
| 4 | Panama     | 0   | 3 | 0 | 0 | 3 | 2  | 11 | -9   |

#### Phase à élimination directe
|  | Huitièmes de finale                   | Huitièmes de finale                   |          |                                | Quarts de finale               | Quarts de finale           |   |  | Demi-finales                   | Demi-finales                   |  |  | Finale                               | Finale                               |
|  | Huitièmes de finale                   | Huitièmes de finale                   |          |                                | Quarts de finale               | Quarts de finale           |   |  | Demi-finales                   | Demi-finales                   |  |  | Finale                               | Finale                               |
|  |                                       |                                       |          |                                |                                |                            |   |  |                                |                                |  |  |                                      |                                      |
|  | 30 juin à Sotchi                      | 30 juin à Sotchi                      |          |                                | 6 juillet à Nijni Novgorod     | 6 juillet à Nijni Novgorod |   |  | 10 juillet à Saint-Pétersbourg | 10 juillet à Saint-Pétersbourg |  |  | 15 juillet à Moscou (Stade Loujniki) | 15 juillet à Moscou (Stade Loujniki) |
|  | 30 juin à Sotchi                      | 30 juin à Sotchi                      |          |                                | 6 juillet à Nijni Novgorod     | 6 juillet à Nijni Novgorod |   |  | 10 juillet à Saint-Pétersbourg | 10 juillet à Saint-Pétersbourg |  |  | 15 juillet à Moscou (Stade Loujniki) | 15 juillet à Moscou (Stade Loujniki) |
|  | Uruguay                               | 2                                     |          |                                | 6 juillet à Nijni Novgorod     | 6 juillet à Nijni Novgorod |   |  | 10 juillet à Saint-Pétersbourg | 10 juillet à Saint-Pétersbourg |  |  | 15 juillet à Moscou (Stade Loujniki) | 15 juillet à Moscou (Stade Loujniki) |
|  | Uruguay                               | 2                                     |          |                                | 6 juillet à Nijni Novgorod     | 6 juillet à Nijni Novgorod |   |  | 10 juillet à Saint-Pétersbourg | 10 juillet à Saint-Pétersbourg |  |  | 15 juillet à Moscou (Stade Loujniki) | 15 juillet à Moscou (Stade Loujniki) |
|  | Portugal                              | 1                                     |          |                                | 6 juillet à Nijni Novgorod     | 6 juillet à Nijni Novgorod |   |  | 10 juillet à Saint-Pétersbourg | 10 juillet à Saint-Pétersbourg |  |  | 15 juillet à Moscou (Stade Loujniki) | 15 juillet à Moscou (Stade Loujniki) |
|  | Portugal                              | 1                                     | Uruguay  | 0                              |                                |                            |   |  | 10 juillet à Saint-Pétersbourg | 10 juillet à Saint-Pétersbourg |  |  | 15 juillet à Moscou (Stade Loujniki) | 15 juillet à Moscou (Stade Loujniki) |
|  | 30 juin à Kazan                       |                                       | Uruguay  | 0                              |                                |                            |   |  | 10 juillet à Saint-Pétersbourg | 10 juillet à Saint-Pétersbourg |  |  | 15 juillet à Moscou (Stade Loujniki) | 15 juillet à Moscou (Stade Loujniki) |
|  |                                       | France                                | 2        |                                |                                |                            |   |  | 10 juillet à Saint-Pétersbourg | 10 juillet à Saint-Pétersbourg |  |  | 15 juillet à Moscou (Stade Loujniki) | 15 juillet à Moscou (Stade Loujniki) |
|  | France                                | France                                | 2        | 4                              |                                |                            |   |  | 10 juillet à Saint-Pétersbourg | 10 juillet à Saint-Pétersbourg |  |  | 15 juillet à Moscou (Stade Loujniki) | 15 juillet à Moscou (Stade Loujniki) |
|  | France                                | 6 juillet à Kazan                     |          | 4                              |                                |                            |   |  | 10 juillet à Saint-Pétersbourg | 10 juillet à Saint-Pétersbourg |  |  | 15 juillet à Moscou (Stade Loujniki) | 15 juillet à Moscou (Stade Loujniki) |
|  | Argentine                             | 3                                     |          |                                |                                |                            |   |  | 10 juillet à Saint-Pétersbourg | 10 juillet à Saint-Pétersbourg |  |  | 15 juillet à Moscou (Stade Loujniki) | 15 juillet à Moscou (Stade Loujniki) |
|  | Argentine                             | 3                                     | France   | 1                              |                                |                            |   |  |                                |                                |  |  | 15 juillet à Moscou (Stade Loujniki) | 15 juillet à Moscou (Stade Loujniki) |
|  | 2 juillet à Samara                    |                                       | France   | 1                              |                                |                            |   |  |                                |                                |  |  | 15 juillet à Moscou (Stade Loujniki) | 15 juillet à Moscou (Stade Loujniki) |
|  |                                       | Belgique                              | 0        |                                |                                |                            |   |  |                                |                                |  |  | 15 juillet à Moscou (Stade Loujniki) | 15 juillet à Moscou (Stade Loujniki) |
|  | Brésil                                | Belgique                              | 0        | 2                              |                                |                            |   |  |                                |                                |  |  | 15 juillet à Moscou (Stade Loujniki) | 15 juillet à Moscou (Stade Loujniki) |
|  | Brésil                                | 11 juillet à Moscou (Stade Loujniki)  |          | 2                              |                                |                            |   |  |                                |                                |  |  | 15 juillet à Moscou (Stade Loujniki) | 15 juillet à Moscou (Stade Loujniki) |
|  | Mexique                               | 0                                     |          |                                |                                |                            |   |  |                                |                                |  |  | 15 juillet à Moscou (Stade Loujniki) | 15 juillet à Moscou (Stade Loujniki) |
|  | Mexique                               | 0                                     | Brésil   | 1                              |                                |                            |   |  |                                |                                |  |  | 15 juillet à Moscou (Stade Loujniki) | 15 juillet à Moscou (Stade Loujniki) |
|  | 2 juillet à Rostov-sur-le-Don         |                                       | Brésil   | 1                              |                                |                            |   |  |                                |                                |  |  | 15 juillet à Moscou (Stade Loujniki) | 15 juillet à Moscou (Stade Loujniki) |
|  |                                       | Belgique                              | 2        |                                |                                |                            |   |  |                                |                                |  |  | 15 juillet à Moscou (Stade Loujniki) | 15 juillet à Moscou (Stade Loujniki) |
|  | Belgique                              | Belgique                              | 2        | 3                              |                                |                            |   |  |                                |                                |  |  | 15 juillet à Moscou (Stade Loujniki) | 15 juillet à Moscou (Stade Loujniki) |
|  | Belgique                              | 7 juillet à Sotchi                    |          | 3                              |                                |                            |   |  |                                |                                |  |  | 15 juillet à Moscou (Stade Loujniki) | 15 juillet à Moscou (Stade Loujniki) |
|  | Japon                                 | 2                                     |          |                                |                                |                            |   |  |                                |                                |  |  | 15 juillet à Moscou (Stade Loujniki) | 15 juillet à Moscou (Stade Loujniki) |
|  | Japon                                 | 2                                     | France   | 4                              |                                |                            |   |  |                                |                                |  |  |                                      |                                      |
|  | 1er juillet à Moscou (Stade Loujniki) |                                       | France   | 4                              |                                |                            |   |  |                                |                                |  |  |                                      |                                      |
|  |                                       | Croatie                               | 2        |                                |                                |                            |   |  |                                |                                |  |  |                                      |                                      |
|  | Espagne                               | Croatie                               | 2        | 1ap (3)                        |                                |                            |   |  |                                |                                |  |  |                                      |                                      |
|  | Espagne                               |                                       |          | 1ap (3)                        |                                |                            |   |  |                                |                                |  |  |                                      |                                      |
|  | Russie                                | 1 tab(4)                              |          |                                |                                |                            |   |  |                                |                                |  |  |                                      |                                      |
|  | Russie                                | 1 tab(4)                              | Russie   | 2ap (3)                        |                                |                            |   |  |                                |                                |  |  |                                      |                                      |
|  | 1er juillet à Nijni Novgorod          |                                       | Russie   | 2ap (3)                        |                                |                            |   |  |                                |                                |  |  |                                      |                                      |
|  |                                       | Croatie                               | 2 tab(4) |                                |                                |                            |   |  |                                |                                |  |  |                                      |                                      |
|  | Croatie                               | Croatie                               | 2 tab(4) | 1ap (3)                        |                                |                            |   |  |                                |                                |  |  |                                      |                                      |
|  | Croatie                               | 7 juillet à Samara                    |          | 1ap (3)                        |                                |                            |   |  |                                |                                |  |  |                                      |                                      |
|  | Danemark                              | 1 tab(2)                              |          |                                |                                |                            |   |  |                                |                                |  |  |                                      |                                      |
|  | Danemark                              | 1 tab(2)                              | Croatie  | 2 ap                           |                                |                            |   |  |                                |                                |  |  |                                      |                                      |
|  | 3 juillet à Saint-Pétersbourg         |                                       | Croatie  | 2 ap                           |                                |                            |   |  |                                |                                |  |  |                                      |                                      |
|  |                                       | Angleterre                            | 1        |                                |                                |                            |   |  |                                |                                |  |  |                                      |                                      |
|  | Suède                                 | Angleterre                            | 1        | 1                              |                                |                            |   |  |                                |                                |  |  |                                      |                                      |
|  | Suède                                 |                                       |          | 1                              |                                |                            |   |  |                                |                                |  |  |                                      |                                      |
|  | Suisse                                | 0                                     |          | Match pour la 3e place         | Match pour la 3e place         |                            |   |  |                                |                                |  |  |                                      |                                      |
|  | Suisse                                | 0                                     | Suède    | Match pour la 3e place         | Match pour la 3e place         | 0                          |   |  |                                |                                |  |  |                                      |                                      |
|  | 3 juillet à Moscou (Stade du Spartak) | 3 juillet à Moscou (Stade du Spartak) | Suède    | 14 juillet à Saint-Pétersbourg | 14 juillet à Saint-Pétersbourg | 0                          |   |  |                                |                                |  |  |                                      |                                      |
|  | 3 juillet à Moscou (Stade du Spartak) | 3 juillet à Moscou (Stade du Spartak) |          | 14 juillet à Saint-Pétersbourg | 14 juillet à Saint-Pétersbourg | Angleterre                 | 2 |  |                                |                                |  |  |                                      |                                      |
|  | Colombie                              | 1ap (3)                               | Belgique | 2                              |                                | Angleterre                 | 2 |  |                                |                                |  |  |                                      |                                      |
|  | Colombie                              | 1ap (3)                               | Belgique | 2                              |                                |                            |   |  |                                |                                |  |  |                                      |                                      |
|  | Angleterre                            | 1 tab(4)                              |          | Angleterre                     | 0                              |                            |   |  |                                |                                |  |  |                                      |                                      |
|  | Angleterre                            | 1 tab(4)                              |          | Angleterre                     | 0                              |                            |   |  |                                |                                |  |  |                                      |                                      |

### Ligue des nations 2018-2019

#### Phase de groupes (Ligue A, Groupe 2)
| Rang | Équipe   | Pts | J | G | N | P | Bp | Bc | Diff |  | Résultats (▼ dom., ► ext.) |     |     |     |
| ---- | -------- | --- | - | - | - | - | -- | -- | ---- |  | -------------------------- | --- | --- | --- |
| 1    | Suisse   | 9   | 4 | 3 | 0 | 1 | 14 | 5  | +9   |  | Suisse                     |     | 5-2 | 6-0 |
| 2    | Belgique | 9   | 4 | 3 | 0 | 1 | 9  | 6  | +3   |  | Belgique                   | 2-1 |     | 2-0 |
| 3    | Islande  | 0   | 4 | 0 | 0 | 4 | 1  | 13 | -12  |  | Islande                    | 1-2 | 0-3 |     |

Légende des classements
- Qualifiée pour la phase finale

### Classement mondial FIFA
| Classement | Équipe     | Score total (déc. 2018) | Points précédents (déc. 2017) | Évolution | Position        |
| ---------- | ---------- | ----------------------- | ----------------------------- | --------- | --------------- |
| 1          | Belgique   | 1 727                   | 1 325                         | +402      | en augmentation |
| 2          | France     | 1 726                   | 1 183                         | +543      | en augmentation |
| 3          | Brésil     | 1 676                   | 1 483                         | +193      | en diminution   |
| 4          | Croatie    | 1 634                   | 1 018                         | +616      | en augmentation |
| 5          | Angleterre | 1 631                   | 1 047                         | +584      | en augmentation |

Source : FIFA.

## Les matchs
| Match amical                                                  | Belgique                                       | 4 - 0   | Arabie saoudite | Stade Roi Baudouin Laeken, Belgique        |                                            |
| 27 mars 2018 · 20:45 heure locale · Historique des rencontres | Lukaku 13e 39e · Batshuayi 77e · De Bruyne 78e | (2 – 0) |                 | Spectateurs : 22 578 Arbitrage : Matej Jug | Spectateurs : 22 578 Arbitrage : Matej Jug |
| 27 mars 2018 · 20:45 heure locale · Historique des rencontres | Rapport (RBFA) Rapport                         |         |                 | Spectateurs : 22 578 Arbitrage : Matej Jug | Spectateurs : 22 578 Arbitrage : Matej Jug |

| Match amical                                                 | Belgique               | 0 - 0   | Portugal | Stade Roi Baudouin Laeken, Belgique            |                                                |
| 2 juin 2018 · 20:45 heure locale · Historique des rencontres |                        | (0 – 0) |          | Spectateurs : 35 000 Arbitrage : Viktor Kassai | Spectateurs : 35 000 Arbitrage : Viktor Kassai |
| 2 juin 2018 · 20:45 heure locale · Historique des rencontres | Rapport (RBFA) Rapport |         |          | Spectateurs : 35 000 Arbitrage : Viktor Kassai | Spectateurs : 35 000 Arbitrage : Viktor Kassai |

Note : Jan Vertonghen fut honoré avant la rencontre pour sa 100e sélection pour les Diables Rouges.
| Match amical                                                 | Belgique                                    | 3 - 0   | Égypte | Stade Roi Baudouin Laeken, Belgique                           |                                                               |
| 6 juin 2018 · 20:45 heure locale · Historique des rencontres | Lukaku 27e · E. Hazard 38e · Fellaini 90+2e | (2 – 0) |        | Spectateurs : 27 274 Arbitrage : Anastasios Sidiropoulos (en) | Spectateurs : 27 274 Arbitrage : Anastasios Sidiropoulos (en) |
| 6 juin 2018 · 20:45 heure locale · Historique des rencontres | Rapport (RBFA) Rapport                      |         |        | Spectateurs : 27 274 Arbitrage : Anastasios Sidiropoulos (en) | Spectateurs : 27 274 Arbitrage : Anastasios Sidiropoulos (en) |

| Match amical                                                  | Belgique                                     | 4 - 1   | Costa Rica | Stade Roi Baudouin Laeken, Belgique             |                                                 |
| 11 juin 2018 · 20:45 heure locale · Historique des rencontres | Mertens 31e · Lukaku 42e 50e · Batshuayi 64e | (2 – 1) | Ruiz 24e   | Spectateurs : 28 000 Arbitrage : Ovidiu Haţegan | Spectateurs : 28 000 Arbitrage : Ovidiu Haţegan |
| 11 juin 2018 · 20:45 heure locale · Historique des rencontres | Rapport (RBFA) Rapport                       |         |            | Spectateurs : 28 000 Arbitrage : Ovidiu Haţegan | Spectateurs : 28 000 Arbitrage : Ovidiu Haţegan |

| Coupe du monde 2018 Premier tour - Groupe G                   | Belgique                      | 3 - 0   | Panama | Stade olympique Ficht Sotchi, Russie                                           |                                                                                |
| 18 juin 2018 · 18:00 heure locale · Historique des rencontres | Mertens 47e · Lukaku 69e 75e  | (0 – 0) |        | Spectateurs : 43 257 Arbitrage : Janny Sikazwe Arbitre vidéo : Bastian Dankert | Spectateurs : 43 257 Arbitrage : Janny Sikazwe Arbitre vidéo : Bastian Dankert |
| 18 juin 2018 · 18:00 heure locale · Historique des rencontres | Rapport (FIFA) Rapport (RBFA) |         |        | Spectateurs : 43 257 Arbitrage : Janny Sikazwe Arbitre vidéo : Bastian Dankert | Spectateurs : 43 257 Arbitrage : Janny Sikazwe Arbitre vidéo : Bastian Dankert |

| Coupe du monde 2018 Premier tour - Groupe G                   | Belgique                                                   | 5 - 2   | Tunisie                  | Otkrytie Arena Moscou, Russie                                             |                                                                           |
| 23 juin 2018 · 15:00 heure locale · Historique des rencontres | E. Hazard 6e (pen.) 51e · Lukaku 16e 45+3e · Batshuayi 90e | (3 – 1) | Bronn 18e · Khazri 90+3e | Spectateurs : 44 190 Arbitrage : Jair Marrufo Arbitre vidéo : Mark Geiger | Spectateurs : 44 190 Arbitrage : Jair Marrufo Arbitre vidéo : Mark Geiger |
| 23 juin 2018 · 15:00 heure locale · Historique des rencontres | Rapport (FIFA) Rapport (RBFA)                              |         |                          | Spectateurs : 44 190 Arbitrage : Jair Marrufo Arbitre vidéo : Mark Geiger | Spectateurs : 44 190 Arbitrage : Jair Marrufo Arbitre vidéo : Mark Geiger |

| Coupe du monde 2018 Premier tour - Groupe G                   | Angleterre                    | 0 - 1   | Belgique    | Arena Baltika Kaliningrad, Russie                                                |                                                                                  |
| 28 juin 2018 · 20:00 heure locale · Historique des rencontres |                               | (0 – 0) | Januzaj 51e | Spectateurs : 33 973 Arbitrage : Damir Skomina Arbitre vidéo : Artur Soares Dias | Spectateurs : 33 973 Arbitrage : Damir Skomina Arbitre vidéo : Artur Soares Dias |
| 28 juin 2018 · 20:00 heure locale · Historique des rencontres | Rapport (FIFA) Rapport (RBFA) |         |             | Spectateurs : 33 973 Arbitrage : Damir Skomina Arbitre vidéo : Artur Soares Dias | Spectateurs : 33 973 Arbitrage : Damir Skomina Arbitre vidéo : Artur Soares Dias |

| Coupe du monde 2018 Huitièmes de finale                         | Belgique                                     | 3 - 2   | Japon                    | Rostov Arena Rostov-sur-le-Don, Russie                                        |                                                                               |
| 2 juillet 2018 · 21:00 heure locale · Historique des rencontres | Vertonghen 69e · Fellaini 74e · Chadli 90+4e | (0 – 0) | Haraguchi 48e · Inui 52e | Spectateurs : 41 466 Arbitrage : Malang Diedhiou Arbitre vidéo : Felix Zwayer | Spectateurs : 41 466 Arbitrage : Malang Diedhiou Arbitre vidéo : Felix Zwayer |
| 2 juillet 2018 · 21:00 heure locale · Historique des rencontres | Rapport (FIFA) Rapport (RBFA)                |         |                          | Spectateurs : 41 466 Arbitrage : Malang Diedhiou Arbitre vidéo : Felix Zwayer | Spectateurs : 41 466 Arbitrage : Malang Diedhiou Arbitre vidéo : Felix Zwayer |

| Coupe du monde 2018 Quarts de finale                            | Brésil                        | 1 - 2   | Belgique                              | Kazan Arena Kazan, Russie                                                     |                                                                               |
| 6 juillet 2018 · 21:00 heure locale · Historique des rencontres | Renato Augusto 76e            | (0 – 2) | Fernandinho 13e (csc) · De Bruyne 31e | Spectateurs : 42 873 Arbitrage : Milorad Mažić Arbitre vidéo : Daniele Orsato | Spectateurs : 42 873 Arbitrage : Milorad Mažić Arbitre vidéo : Daniele Orsato |
| 6 juillet 2018 · 21:00 heure locale · Historique des rencontres | Rapport (FIFA) Rapport (RBFA) |         |                                       | Spectateurs : 42 873 Arbitrage : Milorad Mažić Arbitre vidéo : Daniele Orsato | Spectateurs : 42 873 Arbitrage : Milorad Mažić Arbitre vidéo : Daniele Orsato |

| Coupe du monde 2018 Demi-finales                                 | France                        | 1 - 0   | Belgique | Stade de Saint-Pétersbourg Saint-Petersbourg, Russie                              |                                                                                   |
| 10 juillet 2018 · 21:00 heure locale · Historique des rencontres | 51e Umtiti                    | (0 – 0) |          | Spectateurs : 64 286 Arbitrage : Andrés Cunha Arbitre vidéo : Massimiliano Irrati | Spectateurs : 64 286 Arbitrage : Andrés Cunha Arbitre vidéo : Massimiliano Irrati |
| 10 juillet 2018 · 21:00 heure locale · Historique des rencontres | Rapport (FIFA) Rapport (RBFA) |         |          | Spectateurs : 64 286 Arbitrage : Andrés Cunha Arbitre vidéo : Massimiliano Irrati | Spectateurs : 64 286 Arbitrage : Andrés Cunha Arbitre vidéo : Massimiliano Irrati |

| Coupe du monde 2018 Match pour la troisième place                | Belgique                      | 2 - 0   | Angleterre | Stade de Saint-Pétersbourg Saint-Petersbourg, Russie                         |                                                                              |
| 14 juillet 2018 · 17:00 heure locale · Historique des rencontres | Meunier 4e · E. Hazard 82e    | (1 – 0) |            | Spectateurs : 64 406 Arbitrage : Alireza Faghani Arbitre vidéo : Mark Geiger | Spectateurs : 64 406 Arbitrage : Alireza Faghani Arbitre vidéo : Mark Geiger |
| 14 juillet 2018 · 17:00 heure locale · Historique des rencontres | Rapport (FIFA) Rapport (RBFA) |         |            | Spectateurs : 64 406 Arbitrage : Alireza Faghani Arbitre vidéo : Mark Geiger | Spectateurs : 64 406 Arbitrage : Alireza Faghani Arbitre vidéo : Mark Geiger |

| Match amical                                                      | Écosse                 | 0 - 4   | Belgique                                       | Hampden Park Glasgow, Écosse                |                                             |
| 7 septembre 2018 · 19:45 heure locale · Historique des rencontres |                        | (0 – 1) | Lukaku 28e · E. Hazard 46e · Batshuayi 52e 60e | Spectateurs : 20 196 Arbitrage : Luca Banti | Spectateurs : 20 196 Arbitrage : Luca Banti |
| 7 septembre 2018 · 19:45 heure locale · Historique des rencontres | Rapport (RBFA) Rapport |         |                                                | Spectateurs : 20 196 Arbitrage : Luca Banti | Spectateurs : 20 196 Arbitrage : Luca Banti |

| Ligue des nations 2018-2019 Ligue A - Groupe 2                     | Islande                       | 0 - 3   | Belgique                              | Laugardalsvöllur Reykjavik, Islande            |                                                |
| 11 septembre 2018 · 18:45 heure locale · Historique des rencontres |                               | (0 – 2) | E. Hazard 29e (pen.) · Lukaku 31e 81e | Spectateurs : 9 710 Arbitrage : Sergei Karasev | Spectateurs : 9 710 Arbitrage : Sergei Karasev |
| 11 septembre 2018 · 18:45 heure locale · Historique des rencontres | Rapport (UEFA) Rapport (RBFA) |         |                                       | Spectateurs : 9 710 Arbitrage : Sergei Karasev | Spectateurs : 9 710 Arbitrage : Sergei Karasev |

| Ligue des nations 2018-2019 Ligue A - Groupe 2                   | Belgique                      | 2 - 1   | Suisse         | Stade Roi Baudouin Laeken, Belgique                  |                                                      |
| 12 octobre 2018 · 20:45 heure locale · Historique des rencontres | Lukaku 58e 84e                | (0 – 0) | Gavranović 76e | Spectateurs : 39 049 Arbitrage : Antonio Mateu Lahoz | Spectateurs : 39 049 Arbitrage : Antonio Mateu Lahoz |
| 12 octobre 2018 · 20:45 heure locale · Historique des rencontres | Rapport (UEFA) Rapport (RBFA) |         |                | Spectateurs : 39 049 Arbitrage : Antonio Mateu Lahoz | Spectateurs : 39 049 Arbitrage : Antonio Mateu Lahoz |

| Match amical                                                     | Belgique               | 1 - 1   | Pays-Bas    | Stade Roi Baudouin Laeken, Belgique                |                                                    |
| 16 octobre 2018 · 20:45 heure locale · Historique des rencontres | Mertens 5e             | (1 – 1) | Danjuma 27e | Spectateurs : 34 747 Arbitrage : Artur Soares Dias | Spectateurs : 34 747 Arbitrage : Artur Soares Dias |
| 16 octobre 2018 · 20:45 heure locale · Historique des rencontres | Rapport (RBFA) Rapport |         |             | Spectateurs : 34 747 Arbitrage : Artur Soares Dias | Spectateurs : 34 747 Arbitrage : Artur Soares Dias |

| Ligue des nations 2018-2019 Ligue A - Groupe 2                    | Belgique                      | 2 - 0   | Islande | Stade Roi Baudouin Laeken, Belgique            |                                                |
| 15 novembre 2018 · 20:45 heure locale · Historique des rencontres | Batshuayi 65e 81e             | (0 – 0) |         | Spectateurs : 28 891 Arbitrage : Orel Grinfeld | Spectateurs : 28 891 Arbitrage : Orel Grinfeld |
| 15 novembre 2018 · 20:45 heure locale · Historique des rencontres | Rapport (UEFA) Rapport (RBFA) |         |         | Spectateurs : 28 891 Arbitrage : Orel Grinfeld | Spectateurs : 28 891 Arbitrage : Orel Grinfeld |

Note : Axel Witsel fut honoré avant la rencontre pour sa 100e sélection pour les Diables Rouges.
| Ligue des nations 2018-2019 Ligue A - Groupe 2                    | Suisse                                                    | 5 - 2   | Belgique         | Luzern Arena Lucerne, Suisse                    |                                                 |
| 18 novembre 2018 · 20:45 heure locale · Historique des rencontres | Rodríguez 26e (pen.) · Seferović 31e 44e 84e · Elvedi 62e | (3 – 2) | T. Hazard 2e 17e | Spectateurs : 17 966 Arbitrage : Daniele Orsato | Spectateurs : 17 966 Arbitrage : Daniele Orsato |
| 18 novembre 2018 · 20:45 heure locale · Historique des rencontres | Rapport (UEFA) Rapport (RBFA)                             |         |                  | Spectateurs : 17 966 Arbitrage : Daniele Orsato | Spectateurs : 17 966 Arbitrage : Daniele Orsato |

## Les joueurs
| Joueurs            | Joueurs                  | Amical | Amical | Amical | Amical | CM 2018 | CM 2018 | CM 2018 | CM 2018 | CM 2018 | CM 2018  | CM 2018  | Amical | LN 2019 | LN 2019 | Amical | LN 2019 | LN 2019 |
| ------------------ | ------------------------ | ------ | ------ | ------ | ------ | ------- | ------- | ------- | ------- | ------- | -------- | -------- | ------ | ------- | ------- | ------ | ------- | ------- |
| Gardiens de but    |                          |        |        |        |        |         |         |         |         |         |          |          |        |         |         |        |         |         |
| Simon Mignolet     | Liverpool                | 90     |        | r      | r      | r       | r       | r       | r       | r       | r        | r        |        |         | r       | 90     | r       | r       |
| Matz Sels          | RSC Anderlecht           | r      | r      |        |        |         |         |         |         |         |          |          | r      | r       |         |        |         |         |
| Koen Casteels      | VfL Wolfsbourg           | r      | r      | r      | r      | r       | r       | r       | r       | r       | r        | r        | r      | r       | r       | r      | r       | r       |
| Thibaut Courtois   | Chelsea                  |        | 90     | 90     | 90     | 90      | 90      | 90      | 90      | 90      | 90       | 90       | 90     | 90      | 90      | r      | 90      | 90      |
| Défenseurs         |                          |        |        |        |        |         |         |         |         |         |          |          |        |         |         |        |         |         |
| Toby Alderweireld  | Tottenham Hotspur        | 90     | 90     | 90     | 90     | 90      | 90      | r       | 90      | 90 47e  | 90 71e   | 90       | r      | 90      | 90      | 90     | 90      | 90      |
| Vincent Kompany    | Manchester City          | 46e    | 55e    |        |        |         | r       | 74e     | 90      | 90      | 90       | 90       | 46e    | 90      | 90      | r      | 84e 53e | 90      |
| Jan Vertonghen     | Tottenham Hotspur        | 90     | 90     | 81e    | 90     | 90 59e  | 90      | r       | 90      | 90      | 90 90+4e | 90       | 90     | 90      |         |        |         |         |
| Thomas Vermaelen   | FC Barcelone             | 46e    |        |        |        |         | r       | 74e     | r       | 83e     | r        | 39e      | 46e    | r       | 73e     |        |         |         |
| Laurent Ciman      | Los Angeles FC           | r      | r      | 90     | r      |         |         |         |         |         |          |          |        |         |         |        |         |         |
| Dedryck Boyata     | Celtic Glasgow           | r      | 55e    | 81e    | 66e    | 90      | 90      | 90      | r       | r       | r        | r        | 90     | r       | 73e     | 90 82e | 90 66e  | 90      |
| Leander Dendoncker | RSC Anderlecht           | r      |        | r      | 66e    | r       | r       | 90 33e  | r       | r       | r        | r        | r      | r       |         |        | r       | r       |
| Jordan Lukaku      | Lazio Rome               |        | r      |        |        |         |         |         |         |         |          |          |        |         |         |        |         |         |
| Jason Denayer      | Olympique lyonnais       |        |        |        |        |         |         |         |         |         |          |          |        |         | r       | 90     | 84e     | r       |
| Christian Kabasele | Watford                  |        |        |        |        |         |         |         |         |         |          |          |        |         | r       | r      | r       | r       |
| Brandon Mechele    | Club Bruges KV           |        |        |        |        |         |         |         |         |         |          |          |        |         |         | r      | r       | r       |
| Milieux            |                          |        |        |        |        |         |         |         |         |         |          |          |        |         |         |        |         |         |
| Thomas Meunier     | Paris Saint-Germain      | 90     | 90     | 70e    | 46e    | 90 14e  | 90      | r       | 90      | 90 71e  |          | 90       | 46e    | 90      | 90      | 73e    | 90      | 90e     |
| Axel Witsel        | Tianjin Quanjian FC      | 90     |        | 46e    | 90     | 90e     | 90      | r       | 90      | 90      | 90       | 90 90+3e | r      | 90      | 90      | 90     | 90      | 90      |
| Kevin De Bruyne    | Manchester City          | 84e    | 90     | 90     | 71e    | 90 88e  | 90      | r       | 90      | 90      | 90       | 90       |        |         |         |        |         |         |
| Yannick Carrasco   | Dalian Yifang FC         | 46e    | 46e    | 90     | 90     | 74e     | 90      | r       | 65e     | r       | 80e      | r        | 46e    | 70e     | 76e     | 83e    |         |         |
| Marouane Fellaini  | Manchester United        | r      | 46e    | 46e    | r      | r       | 59e     | 90      | 65e     | 90      | 80e      | r        |        |         | r       |        |         |         |
| Thorgan Hazard     | Borussia Mönchengladbach | r      | 80e    | 70e    | 66e    | 83e     | r       | 90      | r       | r       | r        | r        | 90     | 89e     | 90+2e   | 46e    | 90      | 90      |
| Radja Nainggolan   | AS Roma                  | 59e    |        |        |        |         |         |         |         |         |          |          |        |         |         |        |         |         |
| Mousa Dembélé      | Tottenham Hotspur        | 84e    | 46e    | r      | 70e    | 74e     | r       | 90      | r       | r       | 60e      | 78e      | 85e    | 80e     |         |        |         |         |
| Youri Tielemans    | AS Monaco                | r      | r      | r      | 71e    | r       | 86e     | 90 19e  | r       | 87e     | r        | 78e      | 90     | 80e     | 90      | 83e    | 90      | 90      |
| Nacer Chadli       | West Bromwich Albion     |        | 46e    | 46e    | 46e    | 90e     | r       | 90      | 65e     | 83e     | 90+1e    | 39e      |        | 70e     | 76e     | 90     | r       | 65e     |
| Timothy Castagne   | Atalanta BC              |        |        |        |        |         |         |         |         |         |          |          | 46e    | r       | r       | 73e    | r       | r       |
| Birger Verstraete  | KAA La Gantoise          |        |        |        |        |         |         |         |         |         |          |          | 85e    | r       |         |        |         |         |
| Hans Vanaken       | Club Bruges KV           |        |        |        |        |         |         |         |         |         |          |          | 55e    | r       | r       | r      | 75e     | r       |
| Leandro Trossard   | KRC Genk                 |        |        |        |        |         |         |         |         |         |          |          | r      |         |         |        |         |         |
| Dennis Praet       | UC Sampdoria             |        |        |        |        |         |         |         |         |         |          |          |        |         | r       | 46e    |         | r       |
| Attaquants         |                          |        |        |        |        |         |         |         |         |         |          |          |        |         |         |        |         |         |
| Dries Mertens      | SSC Naples               | 59e    | 46e    | 46e    | 52e    | 83e     | 86e     | 86e     | 65e     | r       | 60e      | 60e      | 46e    | 90      | 90+2e   | 46e    | 75e     | 90      |
| Eden Hazard        | Chelsea                  | 59e    | 80e    | 46e    | 70e    | 90      | 68e     | r       | 90      | 90      | 90 63e   | 90       | 55e    | 89e     | 90      | 46e    | 75e     | 90      |
| Romelu Lukaku      | Manchester United        | 79e    | 46e    | 46e    | 66e    | 90      | 59e     | r       | 90      | 87e     | 90       | 60e      | 46e    | 90      | 90      | 46e    |         |         |
| Kevin Mirallas     | Olympiakos CFP           | 79e    |        |        |        |         |         |         |         |         |          |          |        |         |         |        |         |         |
| Divock Origi       | VfL Wolfsbourg           | r      |        |        |        |         |         |         |         |         |          |          |        |         |         |        |         | 90e     |
| Michy Batshuayi    | Borussia Dortmund        | 59e    | r      | 46e    | 52e    | r       | 68e     | 90      | r       | r       | 90+1e    | r        | 46e    | r       | r       | 46e    | 90      | 65e     |
| Anthony Limbombe   | Club Bruges KV           | 46e ,  |        |        |        |         |         |         |         |         |          |          |        |         |         |        |         |         |
| Adnan Januzaj      | Real Sociedad            |        | 46e    | 46e    | r      | r       | r       | 86e     | r       | r       | r        | r        |        |         |         |        | 75e     | r       |
| Christian Benteke  | Crystal Palace           |        | 46e    |        |        |         |         |         |         |         |          |          |        |         |         |        |         |         |

Un « r » indique un joueur qui était parmi les remplaçants mais qui n'est pas monté au jeu.
1. 1 2 3 4 5 6  Dernière sélection officielle pour le joueur.
2. 1 2 3 4  Première sélection officielle pour le joueur.
3. ↑  Premier but officiel pour le joueur.

## Aspects socio-économiques

### Audiences télévisuelles
| Jour de diffusion | Match                      | Compétition       | Diffuseur francophone | Téléspectateurs | Part d'audience | Diffuseur néerlandophone | Téléspectateurs | Part d'audience |
| ----------------- | -------------------------- | ----------------- | --------------------- | --------------- | --------------- | ------------------------ | --------------- | --------------- |
| 27 mars 2018      | Belgique - Arabie saoudite | Amical            | La Une                | 689 194         | 38,5%           | Één                      | 1 250 113       | 44,2%           |
| 2 juin 2018       | Belgique - Portugal        | Amical            | La Une                | 805 474         | 53,9%           | VTM                      | 1 128 488       | 47,0%           |
| 6 juin 2018       | Belgique - Égypte          | Amical            | La Une                | 808 480         | 48,4%           | VTM                      | 1 291 100       | 55,0%           |
| 11 juin 2018      | Belgique - Costa Rica      | Amical            | La Une                | 955 402         | 53,9%           | Één                      | 1 389 405       | 52,6%           |
| 18 juin 2018      | Belgique - Panama          | Coupe du monde    | La Une                | 1 448 088       | 86,3%           | Één                      | 2 077 871       | 84,3%           |
| 23 juin 2018      | Belgique - Tunisie         | Coupe du monde    | La Une                | 1 305 176       | 88,9%           | Één                      | 1 698 034       | 91,8%           |
| 28 juin 2018      | Angleterre - Belgique      | Coupe du monde    | La Une                | 1 456 319       | 76,6%           | Één                      | 2 023 188       | 72,8%           |
| 2 juillet 2018    | Belgique - Japon           | Coupe du monde    | La Une                | 1 523 578       | 77,2%           | Één                      | 2 210 332       | 77,1%           |
| 6 juillet 2018    | Brésil - Belgique          | Coupe du monde    | La Une                | 1 505 053       | 78,1%           | Één                      | 2 251 502       | 84,1%           |
| 10 juillet 2018   | France - Belgique          | Coupe du monde    | La Une                | 1 653 997       | 79,5%           | Één                      | 2 502 428       | 82,9%           |
| 14 juillet 2018   | Belgique - Angleterre      | Coupe du monde    | La Une                | 1 077 199       | 82,0%           | Één                      | 1 522 869       | 88,5%           |
| 7 septembre 2018  | Écosse - Belgique          | Amical            | La Une                | 615 478         | 40,5%           | VTM                      | 974 309         | 46,2%           |
| 11 septembre 2018 | Islande - Belgique         | Ligue des nations | RTL TVI               | 753 074         | 49,2%           | VTM                      | 1 073 654       | 44,4%           |
| 12 octobre 2018   | Belgique - Suisse          | Ligue des nations | RTL TVI               | 752 609         | 46,0%           | VTM                      | 1 058 220       | 43,3%           |
| 16 octobre 2018   | Belgique - Pays-Bas        | Amical            | La Une                | 672 725         | 40,8%           | VTM                      | 1 085 376       | 42,5%           |
| 15 novembre 2018  | Belgique - Islande         | Ligue des nations | RTL TVI               | 704 586         | 43,2%           | VTM                      | 965 801         | 35,5%           |
| 18 novembre 2018  | Suisse - Belgique          | Ligue des nations | RTL TVI               | 828 067         | 42,9%           | VTM                      | 1 244 875       | 44,7%           |

Source : CIM.

## Sources

### Statistiques
1. ↑  « CLASSEMENT MASCULIN », sur fifa.com, FIFA, 20 décembre 2018 (consulté le 26 juin 2021)
2. ↑  « RÉSULTATS PUBLICS », sur cim.be, CIM